# Bộ Công vụ (Đài Loan)
Bộ Công vụ (tiếng Trung: 銓敘部; bính âm: Quánxùbù; bạch thoại tự: Chhoan-sū Pō͘) là cơ quan chế định chính sách cấp thứ hai do Khảo thí viện Trung Hoa Dân Quốc quản lý và đảm nhiệm việc chi trả và phụ cấp, đánh giá hiệu suất, bảo hiểm, nghỉ hưu và chương trình hưu trí và giúp đỡ công chức ở Đài Loan

## Nhiệm vụ chính

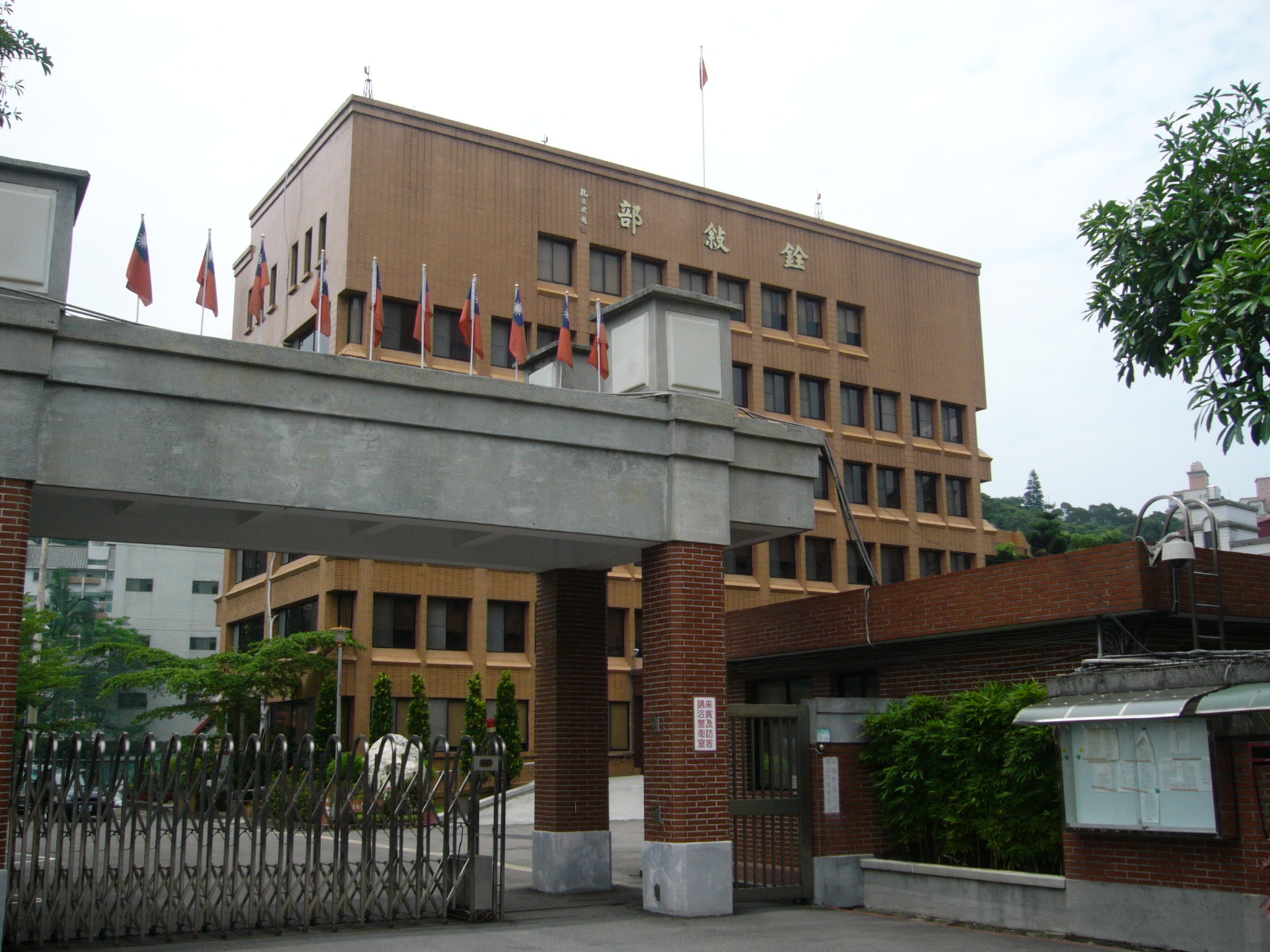
Bộ Công vụ Trung Hoa Dân Quốc

Bộ Công vụ hành sử quyền hành với việc làm và cách chức, đánh giá hiệu suất, mức lương, thuyên chuyển thăng chức, bảo hiểm, nghỉ hưu và trả lương công chức, ngoài ra còn đảm nhiệm quản lý Quỹ phủ tuất thối hưu công chức và giám sát Tổng xử hành chính nhân sự về chính sách nhân sự và việc giám sát cơ quan nhân sự trung ương, địa phương.

## Cấu trúc
Bộ Công vụ tổ chức như sau:
- Pháp quy ti
- Thuyên thẩm ti
- Đặc thẩm ti
- Thối phủ ti
- Nhân sự quản lý ti
- Đơn vị các mạc liêu
- Ủy ban quản lý quỹ phủ tuất thối hưu công chức
- Ủy ban giám lý bảo hiểm nhân viên công giáo

## Bộ trưởng
Quốc dân đảng       Thân dân đảng       Vô đảng phái/ không rõ       Dân tiến đảng
| №   | Tên                       | Nhiệm kỳ                  | Nhiệm kỳ                  | Số ngày | Chính đảng    | Viện trưởng                           |
| --- | ------------------------- | ------------------------- | ------------------------- | ------- | ------------- | ------------------------------------- |
| 1   | Trương Nan Tiên (張難先)  | Tháng 11 năm 1929         | Tháng 12 năm 1930         |         | Quốc dân đảng | Đới Quý Đào                           |
| 2   | Nữu Vĩnh Kiến (鈕永建)    | Tháng 12 năm 1930         | Tháng 3 năm 1933          |         | Quốc dân đảng | Đới Quý Đào                           |
| 3   | Lâm Tường (林翔)          | Tháng 3 năm 1933          | Tháng 8 năm 1935          |         | Quốc dân đảng | Đới Quý Đào                           |
| 4   | Thạch Anh (石瑛)          | Tháng 8 năm 1935          | Tháng 12 năm 1937         |         | Quốc dân đảng | Đới Quý Đào                           |
| (2) | Nữu Vĩnh Kiến (鈕永建)    | Tháng 12 năm 1937         | Tháng 6 năm 1939          |         | Quốc dân đảng | Đới Quý Đào                           |
| 5   | Lý Bồi Cơ (李培基)        | Tháng 6 năm 1939          | Tháng 1 năm 1942          |         | Quốc dân đảng | Đới Quý Đào                           |
| 6   | Cổ Cảnh Đức (賈景德)      | Tháng 1 năm 1942          | Ngày 13 tháng 7 năm 1948  |         | Quốc dân đảng | Đới Quý Đào Trương Bá Linh            |
| 7   | Trầm Hồng Liệt (沈鴻烈)   | Ngày 13 tháng 7 năm 1948  | Ngày 25 tháng 11 năm 1949 | 500     | Quốc dân đảng | Trương Bá Linh                        |
| 8   | Bì Tác Quỳnh (皮作瓊)     | Ngày 25 tháng 11 năm 1949 | Ngày 23 tháng 5 năm 1952  | 910     | Quốc dân đảng | Ngưu Vĩnh Kiến Cổ Cảnh Đức            |
| 9   | Lôi Pháp Chương (雷法章)  | Ngày 23 tháng 5 năm 1952  | Ngày 1 tháng 7 năm 1963   | 4056    | Quốc dân đảng | Cổ Cảnh Đức Mạc Đức Huệ               |
| 10  | Thạch Giác (石覺)         | Ngày 1 tháng 7 năm 1963   | Ngày 1 tháng 11 năm 1975  | 4506    | Quốc dân đảng | Mạc Đức Huệ Tôn Khoa Dương Lương Công |
| 11  | Hàn Trung Mô (韓忠謨)     | Ngày 1 tháng 11 năm 1975  | Ngày 14 tháng 4 năm 1977  | 530     | Quốc dân đảng | Dương Lương Công                      |
| 12  | Đặng Truyền Khải (鄧傳楷) | Ngày 14 tháng 4 năm 1977  | Ngày 1 tháng 9 năm 1984   | 2697    | Quốc dân đảng | Dương Lương Công Lưu Chí Hùng         |
| 13  | Trần Quế Hoa (陳桂華)     | Ngày 1 tháng 9 năm 1984   | Ngày 1 tháng 9 năm 1994   | 3652    | Quốc dân đảng | Khổng Đức Thành Khâu Sang Hoán        |
| 14  | Quan Trung (關中)         | Ngày 1 tháng 9 năm 1994   | Ngày 1 tháng 9 năm 1996   | 731     | Quốc dân đảng | Khâu Sang Hoán                        |
| —   | Lý Nhược Nhất (李若一)    | Ngày 1 tháng 9 năm 1996   | Ngày 20 tháng 9 năm 1996  | 19      | Quốc dân đảng | Hứa Thủy Đức                          |
| 15  | Khâu Tiến Ích (邱進益)    | Ngày 20 tháng 9 năm 1996  | Ngày 20 tháng 5 năm 2000  | 1338    | Quốc dân đảng | Hứa Thủy Đức                          |
| 16  | Ngô Dong Minh (吳容明)    | Ngày 20 tháng 5 năm 2000  | Ngày 16 tháng 6 năm 2004  | 1488    | Thân Dân Đảng | Hứa Thủy Đức Diêu Gia Văn             |
| 17  | Chu Võ Hiến (朱武獻)      | Ngày 16 tháng 6 năm 2004  | Ngày 20 tháng 5 năm 2008  | 1434    |               | Diêu Gia Văn                          |
| —   | Ngô Thông Thành (吳聰成)  | Ngày 20 tháng 5 năm 2008  | Ngày 1 tháng 9 năm 2008   | 104     |               | Diêu Gia Văn                          |
| 18  | Trương Triết Sâm (張哲琛) | Ngày 1 tháng 9 năm 2008   | Ngày 20 tháng 5 năm 2016  | 2818    | Quốc dân đảng | Ngũ Cẩm Lâm Quan Trung Ngũ Cẩm Lâm    |
| 19  | Chu Hoằng Hiến (周弘憲)   | Ngày 20 tháng 5 năm 2016  | Tại chức                  | 3213    | Dân tiến đảng | Ngũ Cẩm Lâm                           |